# T.J. Dillashaw
Tyler Jeffrey Dillashaw  (født 7. februar 1986 i Sonora i Californien i USA) er en amerikansk MMA-udøver, der for øjeblikket er på kontrakt med Ultimate Fighting Championship (UFC), hvor han er den tidligere 2-gange UFC Bantamweight-mester. Han kom med i organisationen som finalist på The Ultimate Fighter: Team Bisping vs. Team Miller .

## Opvækst og ungdom
Dillashaw blev født i Sonora i Californien til Hal og Janice Dillashaw. Han voksede op i Angels Camp i Californien  hvor han også gik på Bret Harte High School . Dillashaw konkurrerede i løbet af sine fire år på skolens brydningshold og spillede på fodboldholdet i sine 2002-2003 juniorår. I juni 2004 bestod han fra high school og begyndte på California State University, Fullerton. I college konkurrerede Dillashaw med succes for Titans wrestling program.

### Ultimate Fighting Championship
Dillashaw fik sin officielle UFC-debut den 3. december 2011 i Las Vegas, Nevada på The Ultimate Fighter 14 Finale . Kampen var den sidste i bantamvægt-turneringen mod John Dodson for at afgøre vinderen af The Ultimate Fighter 14 . Dillashaw tabte via TKO.
Dillashaw mødte Mike Easton den 15. januar 2014, ved UFC Fight Night 35 .  Han vandt kampen via enstemmig afgørelse. 

#### Første bantamvægt mesterskabsregering
Dillashaw skulle have mødt Takeya Mizugaki den 24. maj 2014 ved UFC 173.  Men da programmet mistet sin hovedkamp blev Dillashaw flyttet op på kortet for at møde Bantamweight-mesteren og top 5 pund for pund Renan Barão i hovedkampen.  I en af de største overraskelser i UFC og MMAs historie  vandt Dillashaw kampen på dominerende vis og besejrede Barão via TKO i femte runde og blev dermed den nye UFC Bantamweight-mester. Udover at vinde titlen modtog Dillashaw Fight of the Night and Performance of the Night-priserne for sin indsats. 

Under interviewet Dillashaw sagde Joe Rogan efter kampen: 
 That was the greatest performance I have ever seen in my life!… You surpassed all expectations tonight with this performance. This was just … stunning…. This was incredible…. T.J., this is one of the finest performances I have ever seen. The best performance — I’ll say it right now — this is the most spectacular performance I have ever seen against a guy in Barão who is easily one of the best pound-for-pound fighters on the planet. Congratulations on just a masterful work tonight. It was an honor calling this fight. Thank you very much, brother.

## Privatliv
Dillashaw giftede sig med sin kone, Rebecca, i juni 2014.  I oktober 2015 forlod Dillashaw Team Alpha Male og flyttede sin lejr til Denver, Colorado for at træne med sin hovedtræner, den tidligere UFC-kamper Duane Ludwig .  Den 28. december 2017 fødte Dillashaws kone Rebecca deres søn.